# Batucypretta
Batucypretta is een geslacht van mosselkreeftjes uit de familie van de Cyprididae. De wetenschappelijke naam van de soort is voor het eerst geldig gepubliceerd in 1981 door Victor & Fernando.